# Кейншем
Ке́йншем (англ. Keynsham) — місто та цивільна парафія, розташована між Бристолем і Батом у Сомерсеті, Англія. Населення становить 16 000 осіб. Він був зазначений у Книзі страшного суду як Кайнешам (як воно вимовляється), що, як вважають, означає дім Святого Кейна.

## Історія
Докази заселення сягають доісторичних часів, і в римський період Кейнсхем міг бути місцем римського поселення Траектус, що латинським словом означає «плацдарм». Вважається, що поселення навколо римського десь неподалік існував брід через річку Ейвон, а численні римські руїни, виявлені в Кейншемі, роблять його ймовірним кандидатом на місце цього втраченого поселення.